# Gun n' Rose
Pour plus de détails, voir Fiche technique et Distribution.
Gun n' Rose (龍騰四海, Long teng si hai) est un film d'action hongkongais réalisé par Clarence Fok (en) et sorti en 1992 à Hong Kong.
Il totalise 14 944 759 HK$ de recettes au box-office.

## Synopsis
Alan Lung (Alan Tang) est le fils adoptif du chef de la triade taïwanaise Lung Yat-fu (Tien Feng). Il est choyé par ce-dernier, qui le nomme successeur de ses deux fils biologiques, Simon (Simon Yam) et Bowie Bowie Lam). Un jour, Lung est abattu et Alan accuse Bowie, qui devient alors informateur de la police et tente de tuer Alan. Celui-ci survit et Lung demande donc à son second fils, Simon, de tuer Bowie, tandis que Simon engage également un assassin, Leon (Leon Lai), pour tuer Alan. Ce-dernier quitte alors Taïwan pour se réfugier à Hong Kong où il rencontre le chef de triade Andy (Andy Lau), son amie Loletta (Loletta Lee) et sa sœur Carrie (Carrie Ng). Alors qu’il se cache à Hong Kong avec son épouse infirme Monica (Monica Chan), Alan est de nouveau entraîné dans des activités illégales via Andy et la réapparition de Leon. Finalement, il décide de rentrer à Taïwan et de se venger de Simon.

## Fiche technique
- Titre : Gun n' Rose
- Titre original : 龍騰四海 (Long teng si hai)
- Réalisation : Clarence Fok (en)
- Scénario : Wai Ka-fai
- Photographie : Ray Wong
- Montage : Norman Wong
- Musique : Lowell Lo
- Production : Alan Tang
- Société de production : In-Gear Film Production (en)
- Société de distribution : Golden Princess Film Production
- Pays d'origine :  Hong Kong
- Langue originale : cantonais
- Format : couleur
- Genre : action et film de gangsters
- Durée : 99 minutes
- Dates de sortie :
  -  Hong Kong : 5 juin 1992

## Distribution
- Alan Tang : Alan Lung
- Andy Lau : Andy
- Leon Lai : Leon
- Simon Yam : Simon Lung
- Bowie Lam : Bowie Lung
- Monica Chan : Monica Shum
- Carrie Ng : Carrie
- Loletta Lee : Loletta
- Michael Chan (en): Frère Poulet
- John Ching : Bee
- Joey Leung (en) : Skinny
- Tien Feng : Lung Yat-fu
- Wong Kim-fung : Fung
- Lau Shung-fung : un homme de main de Simon
- Adam Chan : un homme de main de Simon
- Hung Chi-sang : un homme de main de Simon
- Kwan Yung : le garde du corps d'Alan
- Leung Sam : un homme de main d'Alan
- Wong Kam-tong : un homme de main d'Alan
- Leung Kam-san : un vendeur d'héroïne
- Wan Seung-lam : un vendeur d'héroïne
- Peter Ngor : le patient lubrique
- Lam Sek : un homme de main de Bee
- Lam Foo-wah : un homme de main de Bee
- Hui Si-man : la mère de Monica
- Fan Chin-hung : un membre d'un gang rival